# Bukovica (Topuszka)
Bukovica falu Horvátországban, Sziszek-Monoszló megyében. Közigazgatásilag Topuszkához tartozik.

## Fekvése
Sziszektől légvonalban 36, közúton 50 km-re délnyugatra, községközpontjától légvonalban 7, közúton 10 km-re északra, az úgynevezett Báni végvidéken, a 6-os számú főúttól északra emelkedő erdős dombvidéken fekszik.

## Története
A vidék az 1593 és 1699 között dúlt török háborúkban teljesen elpusztult. A karlócai békével ez a terület is felszabadult a török megszállás alól, majd a Katonai határőrvidék része lett. A 17. század végétől  a hódoltság területéről menekülő szerb lakosság települt ide. A katonai közigazgatás 1881-ig tartott. Ezután Zágráb vármegye Vrginmosti járásának része volt. A településnek 1857-ben 464, 1910-ben 409 lakosa volt. 1918-ban a Szerb-Horvát-Szlovén Királyság, majd 1929-ben Jugoszlávia része lett. A lakossága szerb nemzetiségű volt. 1941 és 1945 között a falu a Független Horvát Állam része volt. Bukovica szerb lakosságából is sokan csatlakoztak a horvát erők elleni felkeléshez. Bosszúból az usztasák megkezdték a megtorló intézkedéseket, a térség szerb lakosságának kiirtását. A megtorlásoknak a faluból 191 helyi lakos, köztük sok nő és gyermek esett áldozatul. A falut teljesen lerombolták. A települést 1943-ig usztasa erők uralták, ekkor azonban partizán alakultok vonták ellenőrzésük alá. A délszláv háború idején 1991 szeptemberében lakossága  a szerb erőket támogatta. A horvát hadsereg a Vihar hadművelet keretében 1995. augusztus 7-én foglalta vissza. Szerb lakossága elmenekült. A településnek 2011-ben már csak 2 állandó lakosa volt.

## Lakosság
| Lakosság változása | Lakosság változása | Lakosság változása | Lakosság változása | Lakosság változása | Lakosság változása | Lakosság változása | Lakosság változása | Lakosság változása | Lakosság változása | Lakosság változása | Lakosság változása | Lakosság változása | Lakosság változása | Lakosság változása | Lakosság változása |
| ------------------ | ------------------ | ------------------ | ------------------ | ------------------ | ------------------ | ------------------ | ------------------ | ------------------ | ------------------ | ------------------ | ------------------ | ------------------ | ------------------ | ------------------ | ------------------ |
| 1857               | 1869               | 1880               | 1890               | 1900               | 1910               | 1921               | 1931               | 1948               | 1953               | 1961               | 1971               | 1981               | 1991               | 2001               | 2011               |
| 464                | 452                | 421                | 416                | 467                | 409                | 410                | 503                | 322                | 350                | 358                | 251                | 117                | 81                 | 7                  | 2                  |